# Nowica (województwo warmińsko-mazurskie)
Nowica (niem. Neumark) – wieś w Polsce położona w województwie warmińsko-mazurskim, w powiecie braniewskim, w gminie Wilczęta.
W latach 1975–1998 miejscowość położona była w województwie elbląskim.
Wieś lokowana w XIV w. We wsi barokowy kościół parafialny pw. Matki Boskiej Częstochowskiej, wybudowany w XVIII w., wieże dobudowano w 1896 r.